# Gangstar
Gangstar es una serie de videojuegos de acción-aventura de mundo abierto lanzada por el desarrollador de videojuegos Gameloft.
Los juegos de la serie Gangstar  están ambientados en escenarios ficticios inspirados en ciudades estadounidenses, y están inspirados principalmente en juegos basados en el crimen de mundo abierto como Grand Theft Auto y más adelante Saints Row. La jugabilidad se centra en un mundo abierto donde el jugador puede elegir misiones a su propio ritmo para progresar en una historia en general, así como participar en actividades paralelas, que consisten en acción-aventura, conducir, disparos en tercera persona, juegos de rol ocasionales, sigilo y elementos de carreras. La serie se centra en muchos protagonistas diferentes que intentan ascender en las filas del inframundo criminal, aunque sus motivos para hacerlo varían en cada juego.

## Juegos
| 2006 | Gangstar: Crime City         |
| 2007 |                              |
| 2008 | Gangstar 2: Kings of L.A.    |
| 2009 | Gangstar: West Coast Hustle  |
| 2010 | Gangstar: Miami Vindication  |
| 2011 | Gangstar Rio: City of Saints |
| 2012 |                              |
| 2013 | Gangstar City                |
| 2013 | Gangstar Vegas               |
| 2014 |                              |
| 2015 |                              |
| 2016 |                              |
| 2017 | Gangstar New Orleans         |
| 2018 |                              |
| 2019 |                              |
| 2020 |                              |
| 2021 |                              |
| 2022 | Gangstar New York            |

### Gangstar: Crime City(2006)
"Gangstar: Crime City" es un juego móvil de mundo abierto de acción-aventura 2006 desarrollado y publicado por Gameloft. El juego trata sobre un gánster que explora la ciudad ficticia de Crime City en busca de dinero, poder y ocupación de otras pandillas.

### Gangstar 2: Kings of LA(2008)
Gangstar 2: Kings of L.A. o Gangstar 2 Kings of LA (para BlackBerry OS) es un juego móvil, desarrollado y publicado por Gameloft. La versión Java ME se lanzó en noviembre de 2008, la versión BlackBerry OS se lanzó el 5 de agosto de 2009 y la versión Nintendo DSi se lanzó el 12 de abril de 2010. El juego trata sobre un gánster, Pedro (apodado Chico) y su amigo Juan, que han escapado de México. Llegan a Los Ángeles buscando dinero y poder. En 2009 se lanzó una versión del juego para las plataformas iPhone y Android, retitulada como "Gangstar: West Coast Hustle".

### Gangstar: West Coast Hustle(2009)
Gangstar: West Coast Hustle es un juego para iPhone/iPod Touch y webOS y Gangstar: West Coast Hustle HD es uno para Android y iPad desarrollado y publicado por Gameloft. Gangstar: West Coast Hustle - FREE es la versión gratuita para iPhone/iPod Touch. Es una nueva versión de Gangstar 2: Kings of L.A.. En septiembre de 2010 se lanzó una secuela del juego titulada "Gangstar: Miami Vindication". en 2017, el juego fue eliminado de la tienda de aplicaciones. Fue lanzado el 20 de agosto de 2009 para iOS, el 25 de noviembre de 2010 para Android, y 10 de junio de 2010 para iPad

### Gangstar: Miami Vindication(2010)
Gangstar: Miami Vindication es un juego de acción/aventura de mundo abierto para iOS, Java ME, Mac OS X y Android. Sigue a "Gangstar: West Coast Hustle" y es el tercer juego principal de la serie "Gangstar". El juego sigue a Johnny Gainesville, un hombre de mediana edad en busca de su hermano, que fue visto por última vez en Miami, por lo que se va a buscarlo, pero se ve envuelto en una vida de crimen.
Gangstar: Miami Vindication presenta helicópteros, botes y motocicletas. Los vehículos policiales también pueden ser personalizados. Además, el juego ahora presenta actuación de voz en lugar de un diálogo textual, aunque carece de animaciones faciales. El juego presenta más blasfemias que el juego anterior. Aparte de las personas, los caimanes pueden ser asesinados, pero no dan ningún beneficio. Según la vista previa del juego de Gameloft, el mapa era 1.5 veces más grande que el juego anterior. Aunque es el sucesor de "Gangstar: West Coast Hustle", las únicas dos conexiones de los juegos son la aparición de L.C. y una referencia a Eddie Fallon. En 2012, se lanzó un spin-off llamado Urban Crime y sigue a las consecuencias de la partida de Johnny Gainesville de Miami. A principios de 2018, el juego desapareció repentinamente de la Apple App Store por razones desconocidas.

### Gangstar Rio: City of Saints(2011)
"Gangstar Rio: City of Saints" se desarrolla en la actualidad Río de Janeiro, Brasil. La historia gira en torno a Raúl, miembro de la pandilla de Assassinos. Después de intentar abandonar la pandilla con su novia Ana, un coche bomba hiere gravemente a Raúl y mata a Ana. La historia se centra principalmente en los intentos de Raúl por encontrar al asesino de Ana. Al igual que los juegos de Grand Theft Auto, Gangstar Rio tiene elementos de juegos de conducción y juegos de disparos en tercera persona, y presenta "mundo abierto "juego que le da al jugador más control sobre su experiencia de juego. Fue lanzado el 10 de noviembre de 2011. Fue seguido por una secuela, "Gangstar Vegas", en 2013.

### Gangstar: Vegas(2013)
"Gangstar Vegas" se desarrolla en la actualidad  Las Vegas, Nevada. La historia gira en torno a Jason Malone, un hábil luchador de MMA al que apunta Frank Veliano después de ganar en un partido. Al igual que los juegos de la serie Grand Theft Auto,  Gangstar Vegas  tiene elementos de juegos de conducción y juegos de disparos en tercera persona, y presenta "mundo abierto" juego que le da al jugador más control sobre su experiencia jugando.

### Gangstar New Orleans(2017)
Gangstar New Orleans es el sexto juego de la serie Gangstar de Gameloft para iOS y Android. El juego es similar a su predecesor, es un juego mundo abierto ambientado en Nueva Orleans, excepto que requiere una conexión a Internet persistente para ejecutar el juego. Los vehículos también son los mismos en comparación con la entrega anterior del juego en la serie Gangstar, pero hay pocos autos nuevos. Hubo eventos en línea en los que cualquiera puede participar para ganar premios, pero estos se eliminaron en actualizaciones recientes.

## Gangstar City(2013)
En 2013, se lanzó un spin-off llamado Gangstar City. La trama de la historia sigue a García, quien recientemente escapó de México, su hermano, Pedro, también el personaje principal de "Gangstar: West Coast Hustle", ha sido secuestrado y ahora tiene que matar a todos los matones que se interponen entre él y su hermano. El juego tiene lugar en Los Ángeles e incluye cuatro distritos de los cuales el jugador debe tomar el control, entre los que se incluyen Santa Mónica, Hollywood, Sur Central y también la Cuna. El juego está disponible como descarga gratuita en Google Play.